# Михаил Юмерски
Михаил Юмерски е български футболист, защитник.

## Биография
Роден е на 22 февруари 1971 г. в Пловдив. Висок е 185 см и тежи 78 кг. Играл е за Локомотив (Пловдив), ЦСКА, Етър и Рилски спортист. Носител на купата на страната през 1999 с ЦСКА, бронзов медалист през 1992 с Локомотив (Пд) и през 1998 г. с ЦСКА. В евротурнирите има 5 мача (1 за ЦСКА в КЕШ и 4 за Локомотив (Пд) в турнира за купата на УЕФА).

## Статистика по сезони
- Локомотив (Пловдив) - 1988/89 - "A" група, 15 мача/1 гол
- Локомотив (Пловдив) - 1989/90 - "A" група, 15/0
- Локомотив (Пловдив) - 1990/91 - "A" група, 26/0
- Локомотив (Пловдив) - 1991/92 - "A" група, 7/0
- Локомотив (Пловдив) - 1992/93 - "A" група, 11/0
- Локомотив (Пловдив) - 1993/94 - "A" група, 21/1
- Локомотив (Пловдив) - 1994/95 - "A" група, 10/0
- Локомотив (Пловдив) - 1995/96 - "A" група, 19/1
- Локомотив (Пловдив) - 1996/97 - "A" група, 28/1
- ЦСКА - 1997/98 - "A" група, 15/0
- ЦСКА - 1998/99 - "A" група, 0/0
- Етър - 1999/ес. - Б група, 15/1
- Локомотив (Пловдив) - 2000/пр. - Б група, 9/0
- Локомотив (Пловдив) - 2000/01 - Б група, 25/1
- Рилски спортист - 2001/02 - Б група, 6/0